# لودوفيكو تيرسيني
لودوفيكو تيرسيني، من مواليد 8 أغسطس 1995 في روما، هو ممثل إيطالي. تخرج من كلية كريس كابيل في أنزيو.

## روابط خارجية
- لودوفيكو تيرسيني على موقع IMDb (الإنجليزية)
- لودوفيكو تيرسيني على موقع روتن توميتوز (الإنجليزية)
- لودوفيكو تيرسيني على موقع قاعدة بيانات الأفلام العربية
- لودوفيكو تيرسيني على موقع ألو سيني (الفرنسية)
- لودوفيكو تيرسيني على موقع قاعدة بيانات الفيلم (الإنجليزية)
- لودوفيكو تيرسيني على موقع كينوبويسك (الروسية)

لم يتم العثور على روابط لمواقع التواصل الاجتماعي.